# Linyphia clara
Linyphia clara là một loài nhện trong họ Linyphiidae.
Loài này thuộc chi Linyphia. Linyphia clara được Eugen von Keyserling miêu tả năm 1891.